# Georgia Groome
Georgia Isobel Groome, född 11 februari 1992 i Nottingham i Nottinghamshire, är en engelsk skådespelerska. Hon är mest känd för att ha haft roller i filmerna London to Brighton (2006) och Bekännelser om killar, kyssar och katter (2008). 
Groome är sedan 2011 i ett förhållande med Harry Potter-skådespelaren Rupert Grint. Tillsammans har paret en dotter som föddes i maj 2020.